# Різьбове з'єднання М42
Різьбове з'єднання М42 використовується для кріплення об'єктивів до 35мм камер, зазвичай однооб'єктивних дзеркальних (SLR). Правильнішою назвою з'єднання слід вважати М42 × 1 мм, що означає різьбове з'єднання з діаметром різьби 42 мм та кроком різьби рівним 1 мм.

## Історія
Уперше таке з'єднання використане у камері Zeiss Contax S у 1949 році, яка була відома також під назвою Pentacon. Пізніше камери випускались під маркою Praktica. У багатьох країнах різьбове з'єднання відоме під назвою Pentax M42 (чи Pentax thread mount), оскільки поширилось разом із камерами Pentax. Оскільки таке з'єднання не захищено патентами, і його можна використовувати без ліцензійних відрахувань, то воно було використане у багатьох камерах, в тому числі у радянських камерах Зенит.
Дещо пізніше Tamron запропонував як універсальне з'єднання схожий стандарт Tamron T2 mount, який являє різьбове з'єднання діаметром 42 мм, проте крок різьби становить 0,75 мм. Крім фізичної несумісності, Tamron T2 mount та М42 мають різні фокальні відстані.

## Опис з'єднання
Різьбове з'єднання М42 описане у радянському ГОСТ 10332-72, і відповідно до нього називається M42x1/45,5
- Фокальна відстань: 45,5 мм
- Різьба: метрична
- Діаметр різьби: 42 мм
- Крок різьби: 1 мм

## Використання М42 на сучасних автофокусних камерах
Більшість сучасних автофокусних SLR камер використовують байонетне з'єднання, яке механічно не сумісне з М42, та окрім цього несе додаткові функції, такі як електричне узгодження корпусу камери з об'єктивом, передачу певних значень діафрагми чи керування автофокусом механічним шляхом, тощо (залежить від камери).
Проте, завдяки великій кількості випущених об'єктивів із з'єднанням М42, вони актуальні і сьогодні, і їх можна приєднати на велику кількість сучасних камер, через відповідні механічні перехідники, у деяких випадках, з втратою певних функціональних можливостей камери (наприклад, керування "стрибаючою" діафрагмою, робота експонометра, автоматичне фокусування чи підтвердження ручного фокусування). Камери, випущені Canon, Pentax, Konica Minolta, Olympus, та іншими брендами допускають встановлення об'єктивів М42 через прості механічні перехідники.
Встановлення об'єктивів із різьбовим з'єднанням М42 на камери Nikon потребує (в загальному випадку) встановлення додаткової лінзи, оскільки робочий відрізок (фокальна відстань) у байонеті Nikon F є більшою, ніж у М42, і простий механічний перехідник (як от КП-42/Н Київського заводу Арсенал) не дозволить фокусувати об'єктив М42 на камері Nikon на безмежність.
Перелік останніх камер з кріпленням М42 можна переглянути тут